# دان جونز (ملحن)
دان جونز (بالإنجليزية: Dan Jones)‏ هو ملحن بريطاني، ولد في 1950.

## وصلات خارجية
- دان جونز على موقع IMDb (الإنجليزية)
- دان جونز على موقع ألو سيني (الفرنسية)
- دان جونز على موقع قاعدة بيانات الفيلم (الإنجليزية)